# Clerodendrum silvanum
Clerodendrum silvanum là một loài thực vật có hoa trong họ Hoa môi. Loài này được Henriq. mô tả khoa học đầu tiên năm 1892.